# Victor Antonescu (actor)
Victor Antonescu (n. 1878 – d. 1958) a fost un actor al Teatrului Național din București. În 1928 a jucat rolul maiorului Mura în filmul cu același nume.
A decedat în 1958 și a fost înmormântat în Cimitirul Bellu.

## Biografie
Din timpul liceului, pe care l-a urmat în Turnu Severin, a fost pasionat de gazetărie. A fost secretarul de redactie al ziarului Dreptatea. A publicat versuri, nuvele, schițe, articole politice, umoristice, etc. A tradus din Zola și Turghienev poemele în proză care i-au apărut în colecția „Biblioteca pentru toți” sub pseudonimul „Vicant”. La solicitarea lui Albert B. Leonescu (poreclit Vampiru), care într-o vară a ajuns cu trupa lui de teatru și în Severin, a scris piesa Mileniul. Piesa a fost scrisă, s-a jucat, a avut succes iar Leonescu-Vampiru i-a propus să facă și un turneu cu ea. însă, deși piesa nu s-a mai jucat nicăieri, Antonescu s-a îndrăgostit de actorie și s-a făcut actor.  A jucat câteva luni cu trupa lui Leonescu-Vampiru, apoi s-a angajat la Teatrul Național din Craiova, după care a plecat în București pentru afirmare. S-a angajat la Teatrul Național și după ceva timp a ajuns societar cl.1. A făcut 37 de turnee prin țară, dintre care două cu mare răsunet. Primul a fost cu rolul regelui Alexandru I din Drama din Belgrad, care s-a jucat de 318 ori în toată țara, rol cu care a făcut mare vâlvă din cauza asemănării lui Victor Antonescu cu defunctul rege pe care l-a interpretat. Al doilea turneu a fost în 1913, când a obținut prin guvernul Titu Maiorescu concesia de-a juca teatru în Transilvania.

## Distincții
- Ordinul Muncii clasa a III-a (23 ianuarie 1953) „pentru merite deosebite, pentru realizări valoroase în artă și pentru activitate merituoasă”[3]
- titlul de Artist Emerit al Republicii Populare Romîne (7 martie 1956) „pentru merite deosebite în activitatea artistică”[4]